# Sergej Nikolaevič Tivjakov
Sergej Nikolaevič Tivjakov (in russo Сергей Николаевич Тивяков?; Krasnodar, 14 febbraio 1973) è uno scacchista olandese di origine russa, Grande maestro.

## Biografia
Nel 1989 vinse ad Aguadilla il Campionato del mondo U16 e l'anno successivo il Campionato del mondo U18 a Singapore. Nel 1991 ottiene il titolo di Grande maestro.
Emigrò in Olanda nel 1997, stabilendosi a Groninga, e da allora gioca per tale paese in tutte le competizioni.
Ha vinto per tre volte il Campionato olandese di scacchi, nel 2006, 2007 e 2018.
Nel 1995 si laurea in economia presso l'università di Krasnodar.
Ha partecipato a cinque Olimpiadi degli scacchi (nel 1994 con la Russia e successivamente con l'Olanda), realizzando +14 =33 –2. Ha vinto l'oro di squadra alle Olimpiadi di Mosca 1994.
Ha vinto due volte, con la squadra olandese, il Campionato europeo a squadre: nel 2001 a León e nel 2005 a Göteborg.
Nel 2008 ha vinto a Plovdiv il Campionato europeo individuale, con 8,5 /11.
Tra il 2004 e il 2005 ha giocato 110 partite ufficiali senza subire sconfitte, superando il record precedente di Michail Tal. La sequenza di risultati positivi è stata la migliore assoluta sino al gennaio 2020, quando Magnus Carlsen ha raggiunto le 111 partite senza sconfitte.
Ha raggiunto il suo record nel rating FIDE in ottobre 2005 con 2699 punti Elo, numero 20 al mondo e primo tra i giocatori con nazionalità olandese.
È allenatore di diversi scacchisti olandesi, tra cui i fratelli Jorden e Lucas van Foreest.